# تئودور ریمن
تئودور ریمن (چکی: Theodor Reimann; ۱۰ فوریهٔ ۱۹۲۱ – ۳۰ اوت ۱۹۸۲) یک بازیکن فوتبال و مربی فوتبال اهل چکسلواکی بود.

## باشگاهی
از باشگاه‌هایی که در آن بازی کرده‌است می‌توان به باشگاه فوتبال اسلوان براتیسلاوا، باشگاه فوتبال ژیلینا اشاره کرد.

## تیم ملی
وی سابقه ۱۴ برای تیم ملی فوتبال اسلواکی و ۵ بازی برای تیم ملی فوتبال چکسلواکی در کارنامه دارد. وی همچنین در تیم ملی فوتبال اسلواکی بازی کرده‌است.